# 杜滕霍芬湖

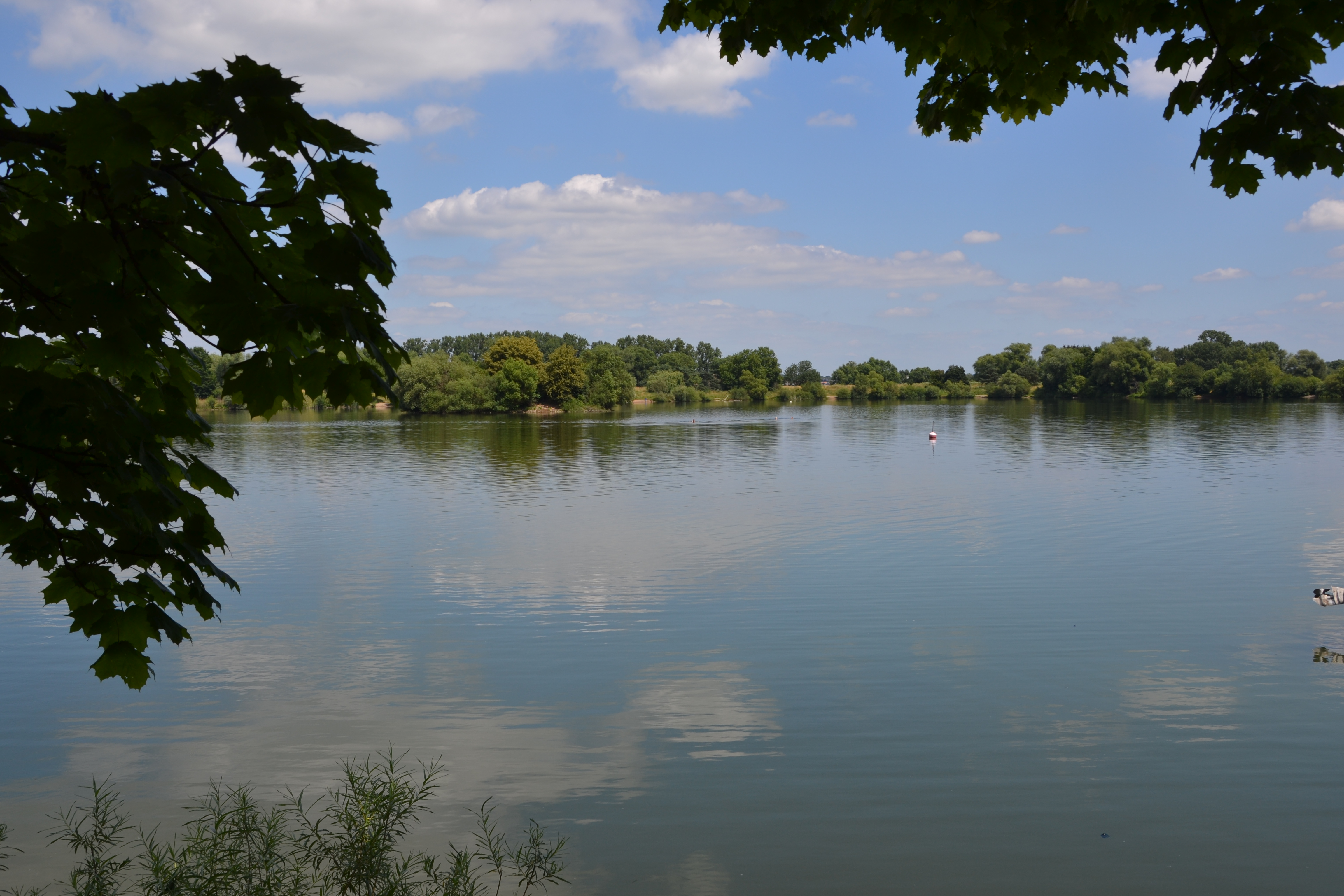

50°34′02″N 8°36′37″E / 50.5672°N 8.6103°E
杜滕霍芬湖（德語：Dutenhofener See），是德國的湖泊，位於該國中部，由黑森州負責管轄，處於韋茨拉爾，長1公里、寬0.5公里，面積0.36平方公里，最大水深11米，該湖有3座島嶼。